# Zwerndorf (Gemeinde Weiden)
Zwerndorf ist eine Ortschaft und eine Katastralgemeinde der Gemeinde Weiden an der March im Bezirk Gänserndorf in Niederösterreich.

## Geografie
Das Straßendorf befindet sich in der March und ist über die Bernstein Straße erreichbar, die durch den Ort führt. In Norden fließt der heute kanalisierte Weidenbach und mündet in die March. Seine altes, heute kaum mehr genutztes Bachbett lag viel näher am Ort und sorgte bisweilen für Überschwemmungen. Zur Ortschaft zählen weiters die Siedlungen Heuparz, Rohrwiese und Sandparz.

## Geschichte
Zwerndorf wird als möglicher Standort der in der Schenkung Heinrichs IV. an das Bistum Passau genannten königlichen Villa Disinfurth angesehen und scheint jedenfalls 1115 und 1120 als Ort der Pfarre Weikendorf auf.
Laut Adressbuch von Österreich waren im Jahr 1938 in der Ortsgemeinde Zwerndorf ein Bäcker, ein Gastwirt mit Fleischerei, zwei Gemischtwarenhändler, ein Sattler, ein Schmied, zwei Schuster, ein Tischler und zahllose Landwirte ansässig.
Zwischen 1951 und 1959 erfolgte in Zwerndorf die Erschließung des größten Trockenerdgasfeldes Österreichs.